# Orazio Gentileschi

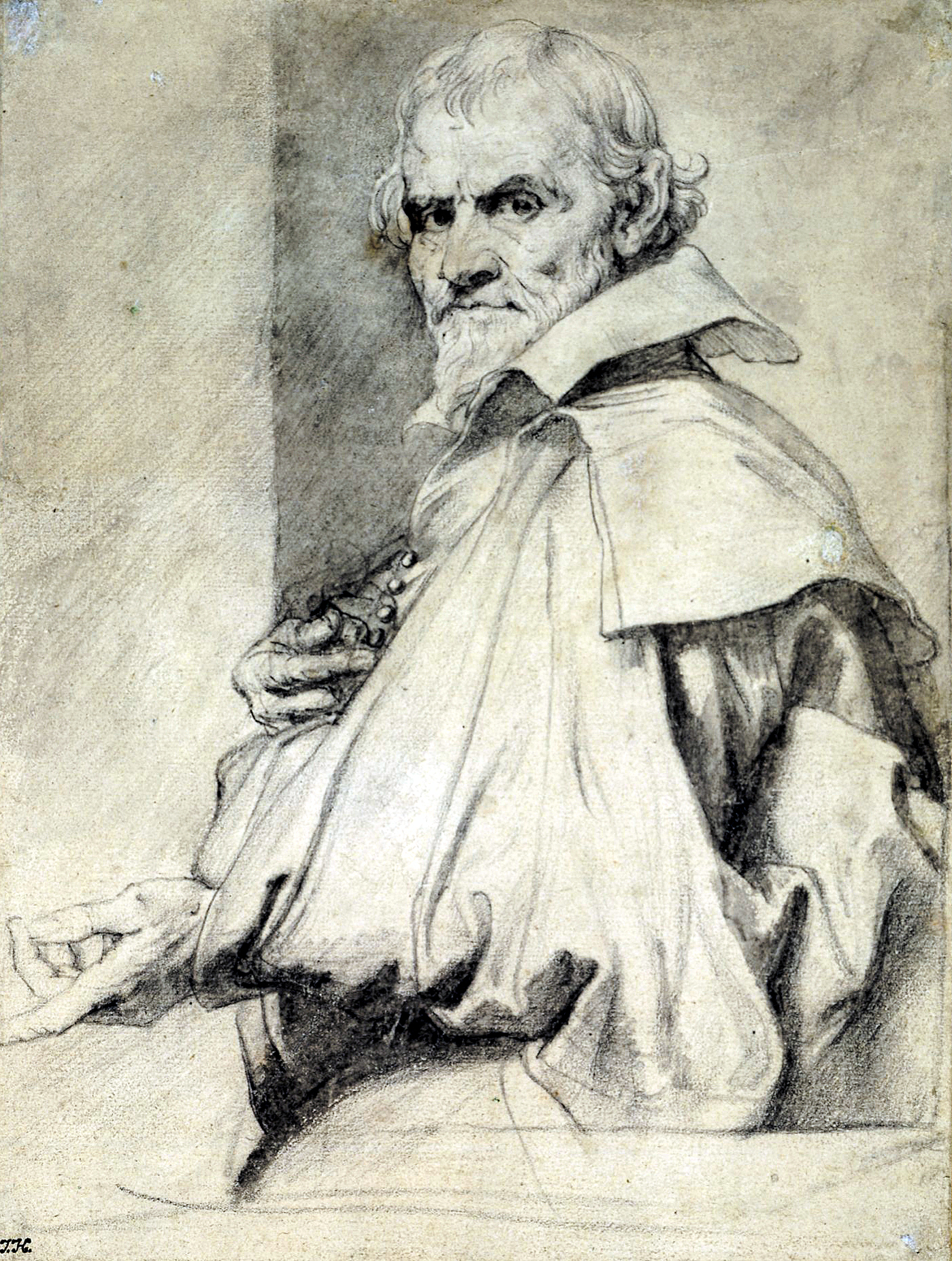
Orazio Gentileschi, um 1635, Porträtzeichnung von Anthonis van Dyck

Orazio Gentileschi, eigentlich Orazio Lomi (getauft am 9. Juli 1563 in Pisa; † 11. September 1639 in London), war ein italienischer Maler und Freskant zwischen Spätmanierismus und Barock.

## Leben
Orazio wurde in Pisa als Sohn des aus Florenz stammenden Goldschmieds Giovan Battista Lomi geboren und am 9. Juli 1563 getauft. Seine Mutter hieß wahrscheinlich Maria Gentileschi und war möglicherweise schon die zweite Frau seines Vaters. Orazio hatte zwei ältere Brüder oder Halbbrüder namens Baccio und Aurelio Lomi, die beide Maler waren. Der in der Toskana sehr erfolgreiche Aurelio malte in einem spätmanieristischen Stil und war laut Giovanni Baglione der erste Lehrer Orazios.
Zwischen 1576 und 1578 ging der 13- bis 15-jährige Orazio – wahrscheinlich zusammen mit Aurelio – nach Rom, wo er zunächst bei einem mütterlichen Onkel lebte, der als Kapitän der Garden im Castel Sant’Angelo arbeitete. Angeblich aufgrund von Erbschaftsbestimmungen seines Onkels nahm Orazio dessen Nachnamen (und Namen seiner eigenen Mutter) Gentileschi an.
Über Orazios weitere Ausbildung ist nichts bekannt, aber um 1588–89 wirkte er laut Baglione unter der Leitung von Cesare Nebbia an der Dekoration der Biblioteca Sistina im Vatikan mit.

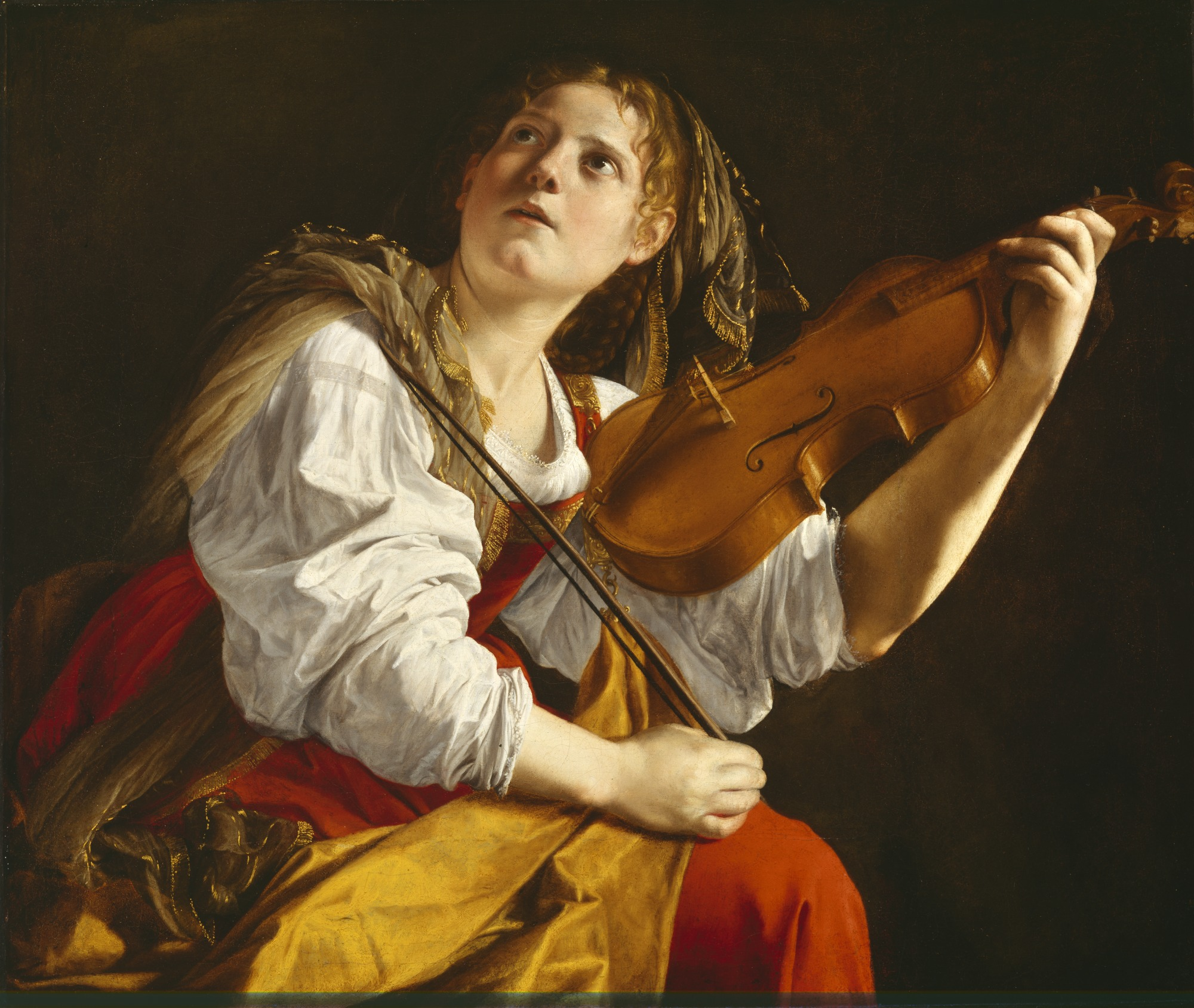
Mädchen mit Violine (um 1612), 83,1 × 97,7 cm, Öl auf Leinwand, Detroit Institute of Arts

Zu einem nicht bekannten Zeitpunkt, wohl um 1592, heiratete er Prudenzia, Tochter des Ottaviano Montoni, mit der er sechs Kinder hatte, darunter die älteste und einzige Tochter Artemisia (* 1593), die ebenfalls eine berühmte Malerin wurde; die anderen Kinder waren Giovanni Battista (1594–1601), Francesco (* 1597), Giulio (* 1599), Giovanni Battista (1601–1603) und Marco (* 1604). Orazios Frau Prudenzia starb mit nur 30 Jahren am 26. Dezember 1605.
1593 wirkte Orazio Gentileschi an Freskendekorationen im Hauptschiff von Santa Maria Maggiore mit, wo er eine Darstellung Christi im Tempel malte. Seine Malerei war zu dieser Zeit noch von der manieristischen Tradition Roms geprägt. Andere Werke dieser Zeit waren ein später durch einen Brand zerstörtes Altarbild (1596) für San Paolo fuori le Mura, sowie Fresken und Altarbilder für die Abtei von Farfa (1597–99), die er an der Spitze einer eigenen größeren Werkstatt schuf.
Zwischen Mai 1599 und August 1600 wirkte er unter der Leitung von Cavalier d’Arpino an der malerischen Ausgestaltung des Querschiffs von San Giovanni in Laterano mit; laut Baglione malte Gentileschi dabei die Figur des hl. Taddäus, rechts neben der Orgel. Zu Cavalier d’Arpino hatte Orazio offenbar ein freundschaftliches Verhältnis, denn jener war auch Taufpate von einem der Gentileschi-Söhne.

Ebenfalls in Zusammenarbeit mit Cavalier d’Arpino und einer Gruppe anderer Maler schuf er zwischen 1603 und 1610 einige Vorlagen für die Mosaiken in der Kuppel des Petersdoms; Gentileschi gestaltete dabei die Figuren der Madonna und eines Engels, sowie den Dekor des Tambours.

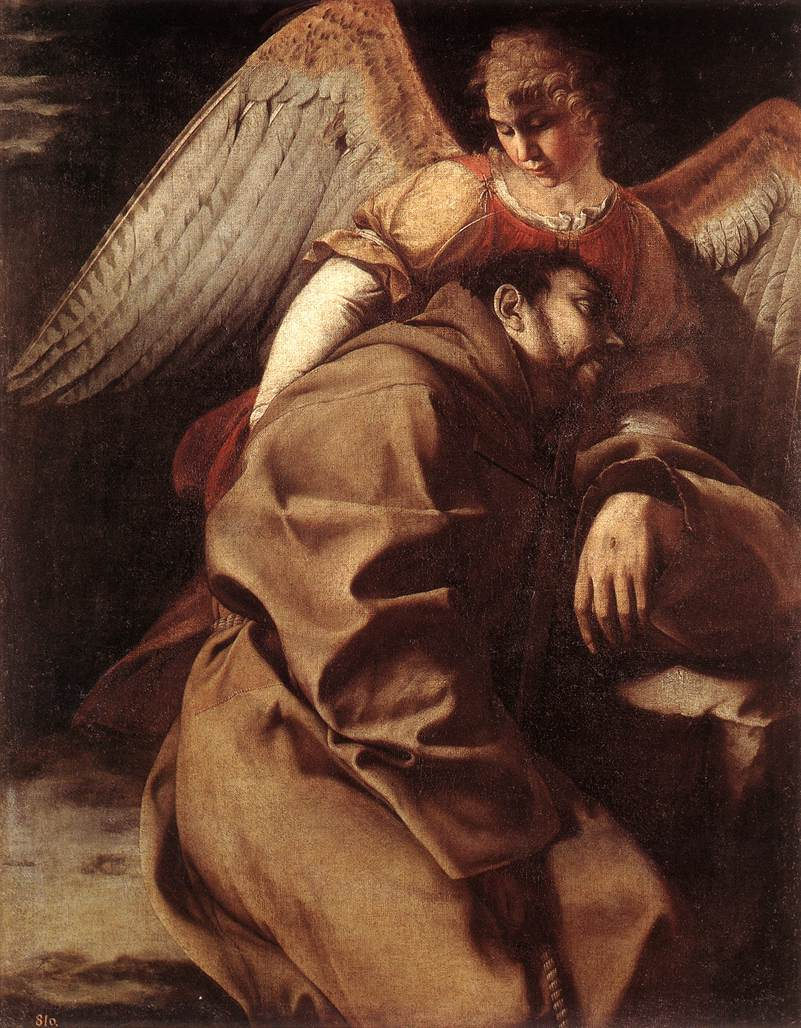
Der hl. Franziskus in Ekstase mit dem Engel, um 1603, 126 × 98 cm, Prado, Madrid

Etwa zur selben Zeit malte er auch Fresken in der zweiten Kapelle rechts in San Giovanni dei Fiorentini; in diesem Fall ist nicht klar, was genau von Gentileschis eigener Hand stammt.
Seine künstlerische Entwicklung erhielt bereits durch den Kontakt zu Arpino und dessen neuem, schlichtem Realismus wichtige neue Impulse. Davon zeugen Werke wie die von 1605 bis 1607 entstandene Circumcision Jesu für die Chiesa del Gesù in Ancona, für die er 303 Scudi als Bezahlung erhielt. Stilistisch ähnlich ist die für den Bankier Settimio Olgiati gemalte Taufe Christi in Santa Maria della Pace (Rom), deren Auftrag er am 27. März 1607 erhielt.
Während des ersten Jahrzehnts des 17. Jahrhunderts fand Gentileschi schließlich, angeregt durch die spektakulären Erfolge von Caravaggios revolutionärer Kunst, seinen „eigentlichen“ Stil. Die beiden kannten sich erwiesenermaßen und wurden sogar zusammen mit zwei anderen Künstlern 1603 von Giovanni Baglione wegen Verleumdung verklagt, wegen einiger gegen ihn gerichteter Pamphlete, die sie anscheinend in Rom verbreitet hatten; der Prozess fand vom 28. August bis 25. September des Jahres statt. Baglione „rächte“ sich noch Jahrzehnte später durch das nicht sehr schmeichelhafte Bild, das er der Nachwelt von Gentileschis Charakter hinterließ, der „mehr bestialisch, als menschlich“ gewesen sei, und mit seiner „satirischen Zunge alle Leute verletzt“ habe. Bagliones Meinung über Gentileschi ist natürlich von persönlichem Groll gekennzeichnet, aber vielleicht mit etwas Vorsicht zu genießen.
Orazio Gentileschi verfiel nicht in den Fehler einer bloßen Nachahmung von Caravaggios Stil, sondern distanzierte sich gewissermaßen von dessen oft krassem Naturalismus durch seine eigene Vorliebe für Eleganz und eine gewisse zierliche Lieblichkeit. Chronologisch ist sein Stilwandel nicht genau nachzuvollziehen, da seine meisten Werke nicht datiert sind; auch scheint er zunächst noch experimentiert zu haben. Sein neuer Stil kündigt sich in einigen (nicht datierten) Versionen des Hl. Franziskus in Ekstase mit dem Engel an, von denen sich eine im Prado in Madrid befindet. Eine andere im Palazzo Barberini dagegen wird neuerdings auf die Zeit um 1612 geschätzt.
Bereits klar als „caravaggistisch“ kann das Altarbild Die Hl. Caecilia, Tiburtius und Valerianus mit dem Engel für die Augustiner-Kirche Santa Cecilia in Como gelten, die heute in der Pinacoteca di Brera in Mailand zu sehen ist. Diese ist signiert mit „Horatius Gentilesc(us) / Florentinus fecit“ und war am 25. November 1607 fertig und in der Kirche aufgestellt.

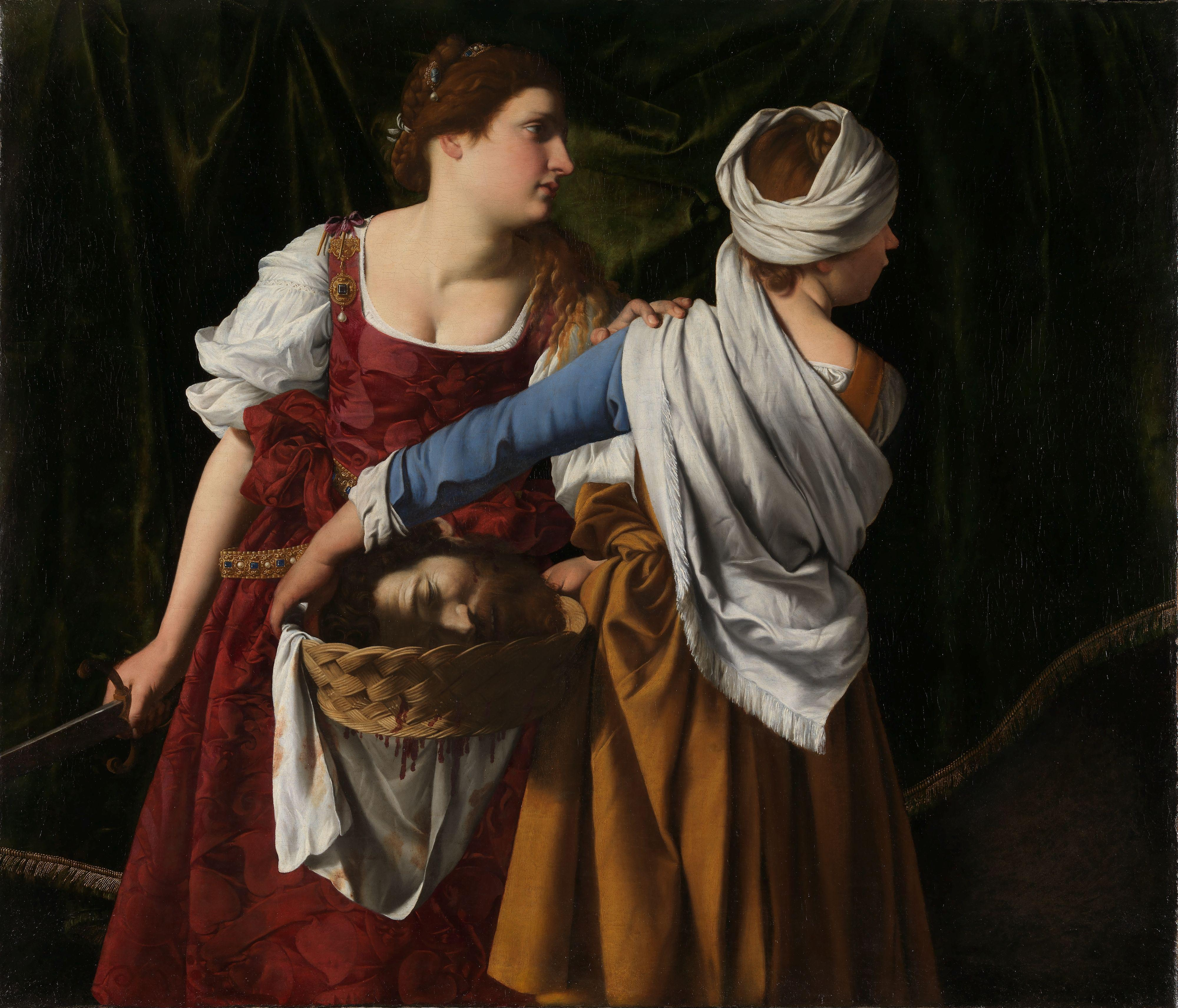
Judith und ihre Magd mit dem Haupt des Holofernes (um 1608), 136 × 160 cm, Öl auf Leinwand, Nationalmuseum, Oslo

Eins der wenigen datierten Werke Gentileschis ist die Madonna mit Kind im Nationalmuseum von Bukarest, mit der Signatur „Horatius Gentileschi faciebat 1609“.

Zu den gelungensten Werken dieser Schaffensphase um 1610 können auch die wahrscheinlich für Paolo Savelli gemalte Dornenkrönung im Herzog Anton Ulrich-Museum (Braunschweig) sowie das Bild Judith mit der Magd und dem Haupt des Holofernes im Nationalmuseum Oslo gezählt werden. Die raffinierte Komposition des letzteren Bildes, mit den beiden nach rechts gewandten Frauen, diente ganz klar Artemisia Gentileschi als Vorlage für ihre eigene, berühmte Version dieses Themas.
Um 1610 begann Gentileschi mit dem Quadraturmaler Agostino Tassi zusammen an einigen bedeutenden Freskendekorationen in Rom zu arbeiten, zuerst für Papst Paul V. Borghese im Quirinalspalast (1870 zerstört), und von 1611 bis Anfang 1612 im Gartenhaus (Casino) des Palastes von Scipione Borghese (heute: Palazzo Pallavicini Rospigliosi), wo Gentileschi in Tassis gemalte Architekturkulisse ein Konzert Apollos mit den Musen malte.
Doch diese künstlerisch erfolgreiche Zusammenarbeit nahm ein übles Ende, als Gentileschi entdecken musste, dass Tassi seine hochbegabte siebzehnjährige Tochter Artemisia vergewaltigt und entjungfert hatte. Gentileschi verklagte Tassi und im Mai 1612 begann ein aufsehenerregender Skandalprozess, der dem Mädchen sicher mehr schadete als nützte und mit einer halbherzigen Verurteilung des Täters endete, der wählen durfte zwischen 5 Jahren Galeere oder ewiger Verbannung aus Rom; Tassi wählte natürlich das letztere.

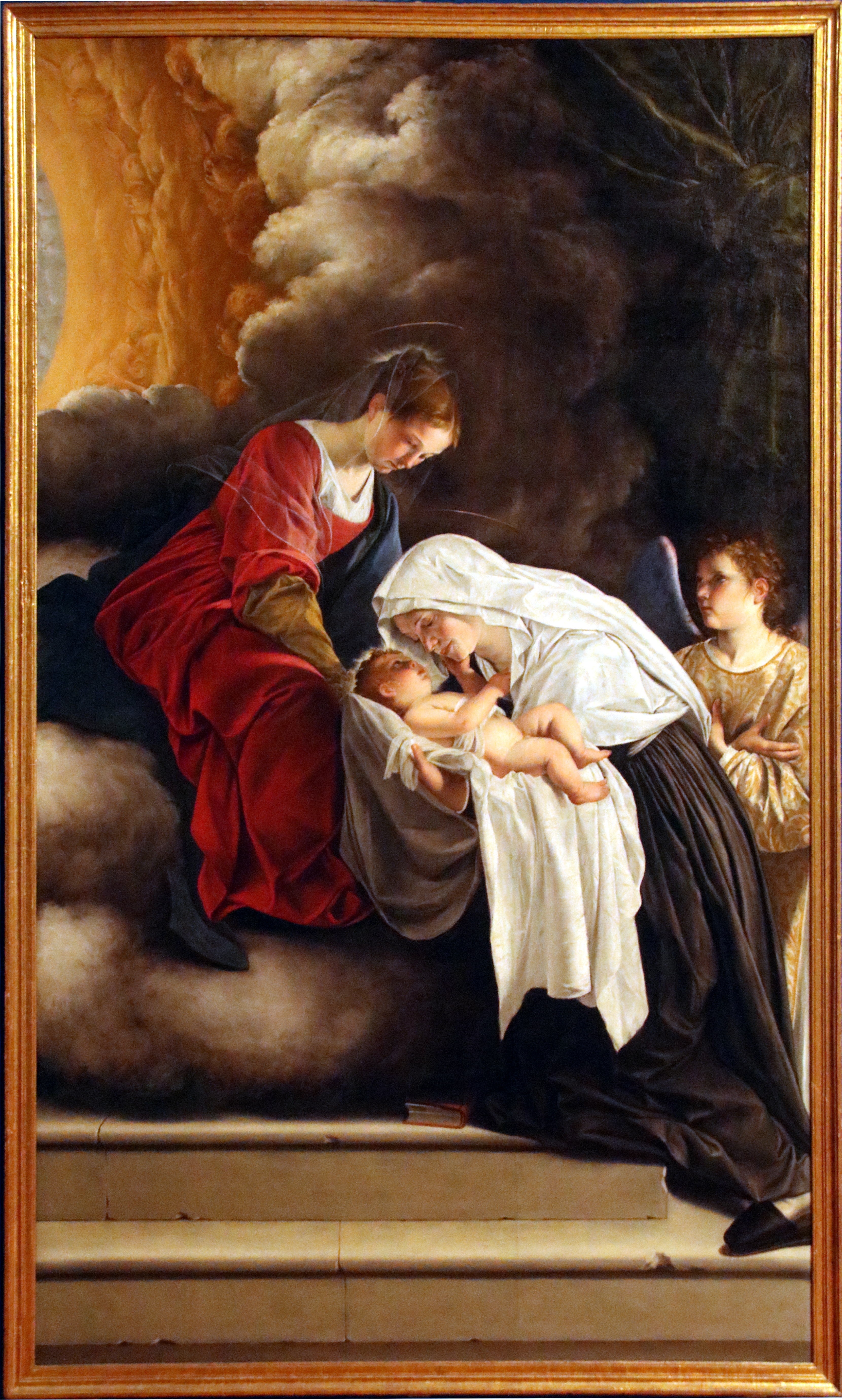
Vision der hl. Francesca Romana (ca. 1615–1619), Öl auf Leinwand, Galleria nazionale delle Marche, Urbino

Während Artemisia Rom kurz nach dem Prozess mit einem „lebensrettenden“ Ehemann verließ, blieb Orazio zunächst weiterhin in Rom, ging dann aber in der Zeit bis etwa 1620 nach Fabriano in den Marken. Dort malte er einen Freskenzyklus zur Passion Christi und ein Altarbild mit der Kreuzigung für die Kathedrale San Venanzo und verschiedene andere Werke für die Kirchen der Stadt. Zu den großen Höhepunkten seiner Kunst gehört die wohl kurz nach 1615 entstandene, sehr mystische Madonna mit Kind und der hl. Francesca Romana für die Olivetaner-Kirche Santa Caterina in Fabriano, heute in der Galleria nazionale delle Marche in Urbino.

Zeitgleich entstand auch die berühmte musizierende Hl. Caecilia mit einem Engel in Washington (National Gallery of Art), wobei die Figur der Caecilia eindeutig eine Wiederholung der Madonna auf dem Bild in Urbino ist; dieses Bild wurde jedoch nicht von Gentileschi fertiggestellt, sondern wahrscheinlich von Giovanni Lanfranco.
Gentileschi malte einige weitere „musikalische“ Bilder, die zu seinen stimmungsvollsten und gelungensten Werken gehören, und zwar die kontemplative Lautenspielerin (National Gallery of Art, Washington) und das Mädchen mit Violine (Detroit Institute of Arts), welche beide nicht genau datiert werden können und einen zauberhaften Lyrismus ausstrahlen. Sie entstanden wahrscheinlich in den 1610er Jahren.
Für seinen wichtigsten römischen Mäzen malte Gentileschi zwischen 1616 und 1620 sein letztes römisches Altarbild für die Kirche San Silvestro in Capite: einen hl. Franziskus, der die Stigmata empfängt. Der gleichen Zeit wird die Ruhe auf der Flucht in Ägypten (City Museum and Art Gallery, Birmingham) zugeordnet, von der es mehrere Repliken gibt.
1621 folgte Gentileschi der Einladung von Giovanni Antonio Sauli nach Genua, das zu dieser Zeit ein blühendes Kunstzentrum war und wo im selben Jahr auch Anthonis van Dyck eintraf, der später eine Porträtzeichnung von Gentileschi anfertigte und als Stich veröffentlichte.

Gentileschi war nun auf der Höhe seiner Schaffenskraft und malte für Sauli in den folgenden Jahren einige seiner berühmtesten Gemälde, die häufig in mehreren Versionen bzw. Repliken erhalten sind: die malerisch außerordentlich feine und raffinierte Danae mit dem Goldregen (u. a. im Cleveland Museum of Art); eine Büßende Magdalena und eine Darstellung von Lot und seinen Töchtern, von der eine Replik an Carlo Emanuele I, Herzog von Savoyen, ging.

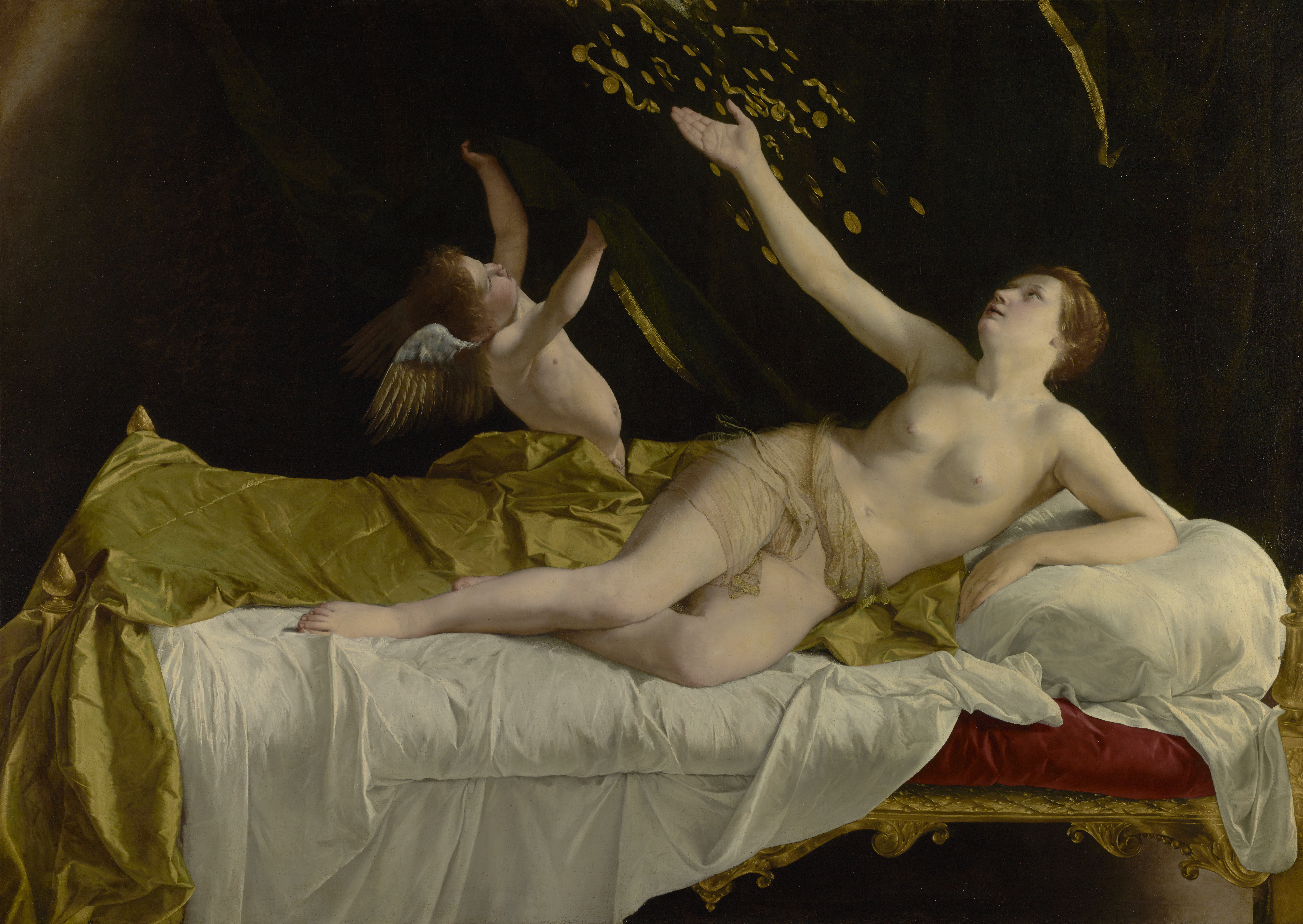
Danaë und der Goldregen (1621–23), 161,5 × 227,1 cm, Öl auf Leinwand, J. Paul Getty Museum, Los Angeles

Eins der anerkannten Meisterwerke Gentileschis ist auch die Verkündigung in der Genueser Kirche San Siro, von der es eine größere und besser erhaltene Version in der Galleria Sabauda in Turin gibt, die ebenfalls für Carlo Emanuele I entstand.
Für Marcantonio Doria malte er 1624 in der Loggia von dessen Villa in Sampierdarena (bei Genua) einen großen Freskenzyklus mit Geschichten aus dem Alten Testament, die heute bedauerlicherweise verloren sind.
Wahrscheinlich im August 1624 reiste Gentileschi auf Einladung von Maria de’ Medici nach Paris, wo er in den nächsten zwei Jahren an der malerischen Ausgestaltung des Palais du Luxembourg beteiligt war. Erhalten ist davon die für das Vorzimmer der Königinmutter bestimmte monumentale Allegorie Das öffentliche Glück triumphiert über die Gefahren (heute im Louvre).
Im Herbst 1626 folgte Orazio Gentileschi dann zusammen mit seinen Söhnen Francesco, Giulio und Marco der Einladung von George Villiers, 1. Duke of Buckingham, dem hochkultivierten und schillernden Favoriten des englischen Königs Charles I. Für die Londoner Residenz Buckinghams schuf Gentileschi gleich zu Beginn das große runde Deckengemälde Apollo und die Musen. Doch geriet er nach der Ermordung des Herzogs, am 23. August 1628, in eine gewisse Bedrängnis und musste nun neue Mäzene am englischen Hof finden.

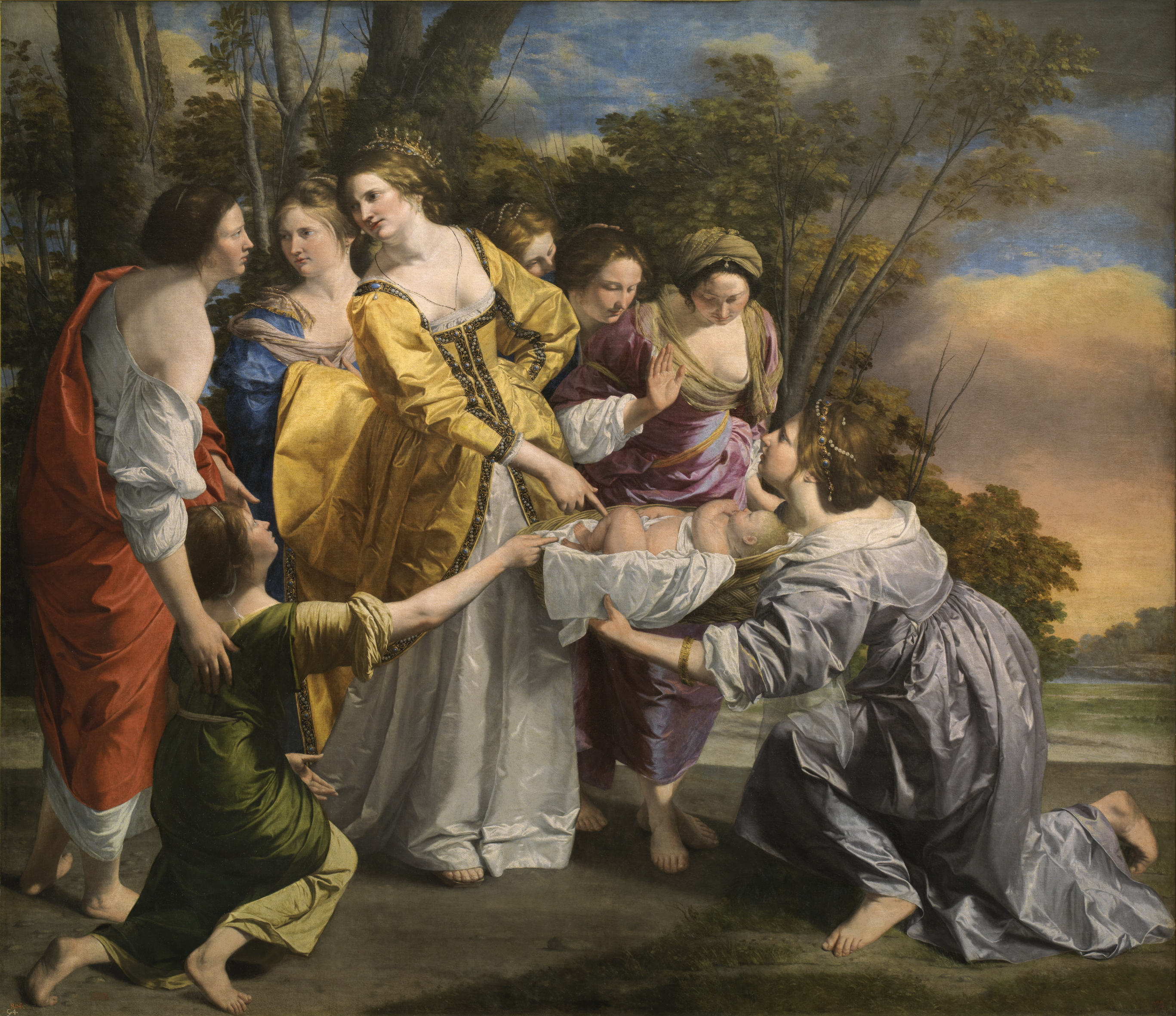
Auffindung des Moses (1633), 242 × 281 cm, Öl auf Leinwand, Prado, Madrid

Es gelang dem Maler eine jährliche königliche Pension von 100 Pfund Sterling zu bekommen und Karl I. persönlich bestellte bei ihm das 1628 datierte Bild Lot und seine Töchter (heute: Museo de Bellas Artes, Bilbao) sowie die 1633 fertiggestellte Auffindung des Moses (Privatsammlung), von der eine weitere, leicht veränderte Fassung für Philipp IV. von Spanien entstand (Prado, Madrid).

Joachim Sandrart sah bei einem Besuch in Gentileschis Londoner Werkstatt unter anderem eine „heilige Familie mit der säugenden Maria“. Diese ist offenbar identisch mit einer von mehreren etwas unterschiedlichen Versionen der ungeheuer realistischen Ruhe auf der Flucht nach Ägypten, deren hervorragendste sich heute im Louvre in Paris und im KHM in Wien befinden.

Königin Henrietta Maria beauftragte Gentileschi mit der Ausgestaltung des Queen’s House in Greenwich, wo er zwischen 1635 und 1638 eine Decke mit dem neunteiligen Gemäldezyklus Allegorie des Friedens und der Künste bemalte (heute in Marlborough House) – wahrscheinlich unter Mitarbeit seines nur mäßig begabten Sohnes Francesco und seiner Tochter Artemisia, die um 1637–38 auf Einladung des Königs nach London kam.
Gentileschis späte Werke in England sind in einem klassizistischen Stil gehalten, der an die Bologneser Schule, insbesondere an Reni, erinnert.
Orazio Gentileschi starb mit 75 Jahren in London am 7. Februar 1639 und wurde laut Soprani feierlich unter dem Hauptaltar der königlichen Kapelle in Somerset House begraben.

## Würdigung
Orazio Gentileschi gehört zu den bedeutendsten italienischen Malern des frühen 17. Jahrhunderts. Er malte sowohl große Decken- oder Wandbilder in Fresko-Technik, als auch Gemälde in Öl auf Leinwand bis hin zu kleinformatigen „Miniaturen“ in Öl auf Kupfer. Neben religiösen Altar- und Andachtsbildern widmete er sich auch mythologischen und allegorischen Themen sowie Genreszenen.
Stilistisch war er in einer weniger signifikanten ersten Phase zunächst noch manieristisch geprägt. Seine Kunst blühte dann aber zu Beginn des 17. Jahrhunderts unter den Einflüssen des Realismus von Cavalier d’Arpino und des naturalistischen Tenebrismus von Caravaggio regelrecht auf. Gentileschi war jedoch nie ein bloßer Nachahmer des letzteren. Eine in der modernen Literatur manchmal vorgenommene Einordnung als „Caravaggist“ greift also wesentlich zu kurz, auch wenn er vor allem in der raffinierten Behandlung von Licht und Schatten vieles von jenem gelernt hat.

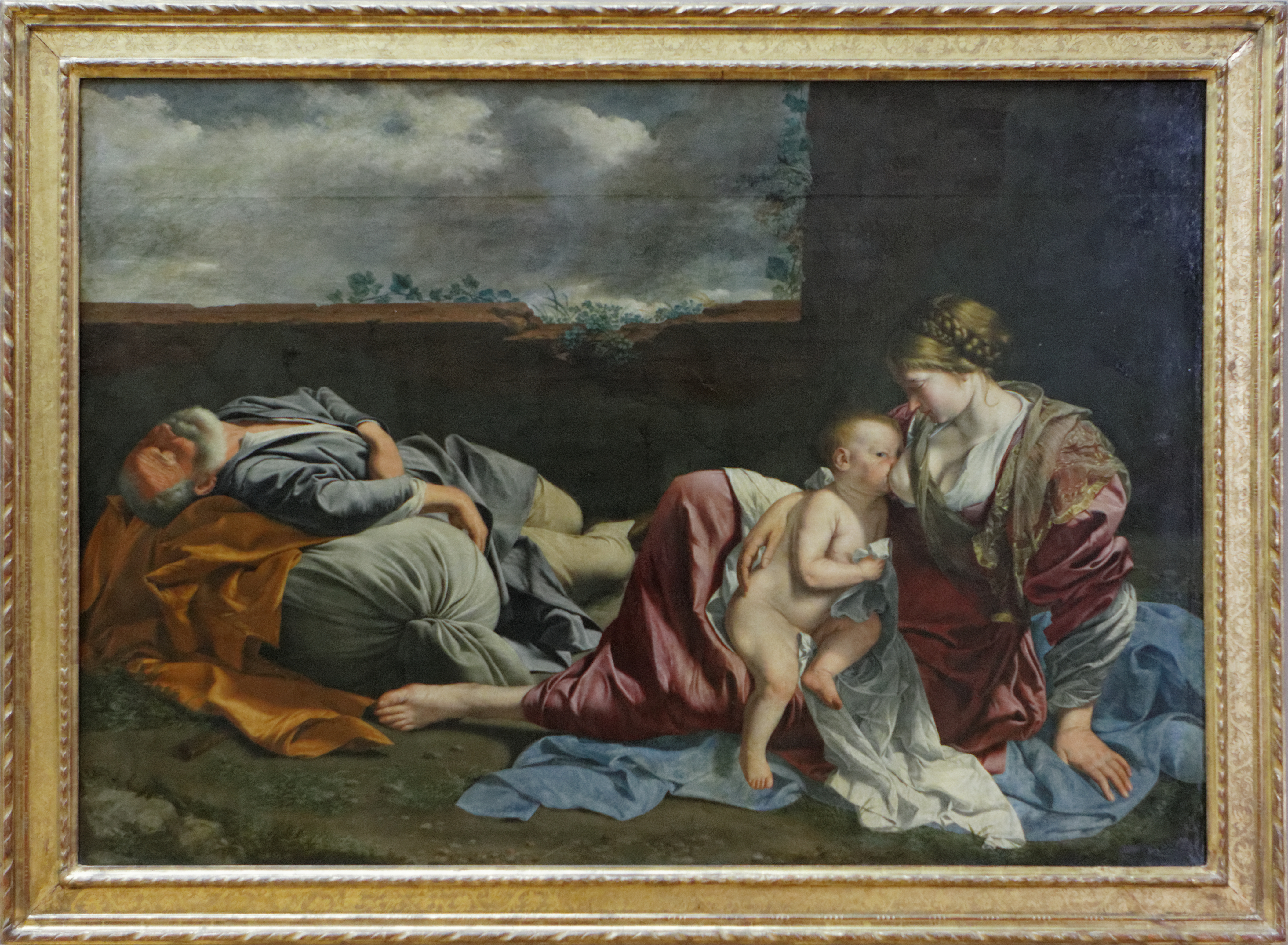
Ruhe auf der Flucht nach Ägypten (1628 ?), 157 × 225 cm, Öl auf Leinwand, Louvre, Paris

Stattdessen nahm Gentileschis Malerei in seiner Reifezeit ganz individuelle und originelle Züge an und war eindeutig eine „hervorragende Eigenleistung“. Sein Realismus schließt von vornherein idealistischere Tendenzen mit ein, insbesondere fällt auf, dass sein Figurenideal, besonders bei Frauen und Engeln, in ihrer zierlichen, etwas fragilen Eleganz, an Domenichino und (vielleicht indirekt über diesen) an Parmigianino erinnert. Später tendiert er sogar zu einem Klassizismus nach Reni’scher Prägung, mit dem er rein maltechnisch ohnehin viel gemeinsam hat.
Gentileschis Reifestil ist in seinen besten Werken von einer überragenden malerischen Feinheit und Virtuosität, die Stimmung seiner Bilder lyrisch und zart, ohne das dramatische barocke Pathos mancher seiner Zeitgenossen. Sein Disegno – und damit auch die Plastizität seiner Figuren – ist außerordentlich klar, beinahe minutiös und steht damit in der florentinischen bzw. toskanischen Tradition; das spiegelt sich auch in seiner Angewohnheit, sich selber in den Signaturen einiger Werke als „Florentinus“ zu bezeichnen, obwohl er selbst gar nicht dort geboren war (im Gegensatz zu seinem Vater). Thieme-Becker sprechen sehr treffend von „seiner reinen, kristallklaren Gestaltungweise“. Sein Kolorit wirkt tendenziell etwas kühl, jedoch scheint er eine gewisse Vorliebe für leuchtendes Gelb gehabt zu haben, ähnlich wie seine Tochter Artemisia. Insgesamt war Orazio Gentileschi in seiner Feinheit und Eleganz geradezu prädestiniert für die Darstellung weiblicher Themen und von Frauen.
Gentileschis kleinformatige Bilder auf Kupfer lassen Parallelen zu Cavalier d’Arpino und Adam Elsheimer erkennen.

## Bildergalerie

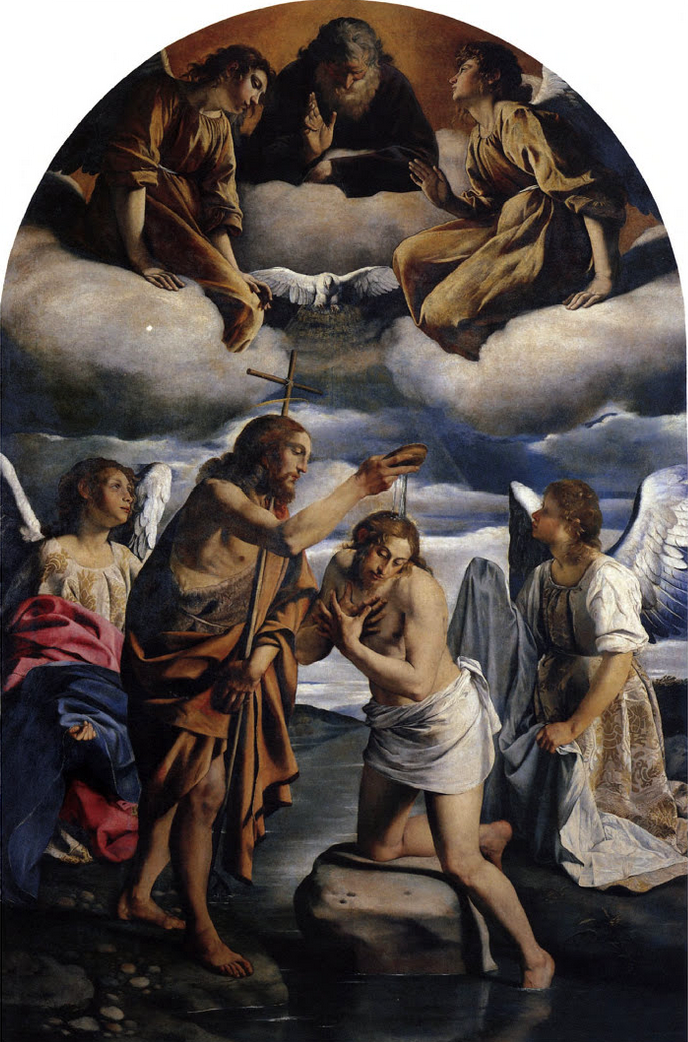
Taufe Christi, 1607, 300 × 241 cm, Öl auf Leinwand, Santa Maria della Pace, Rom
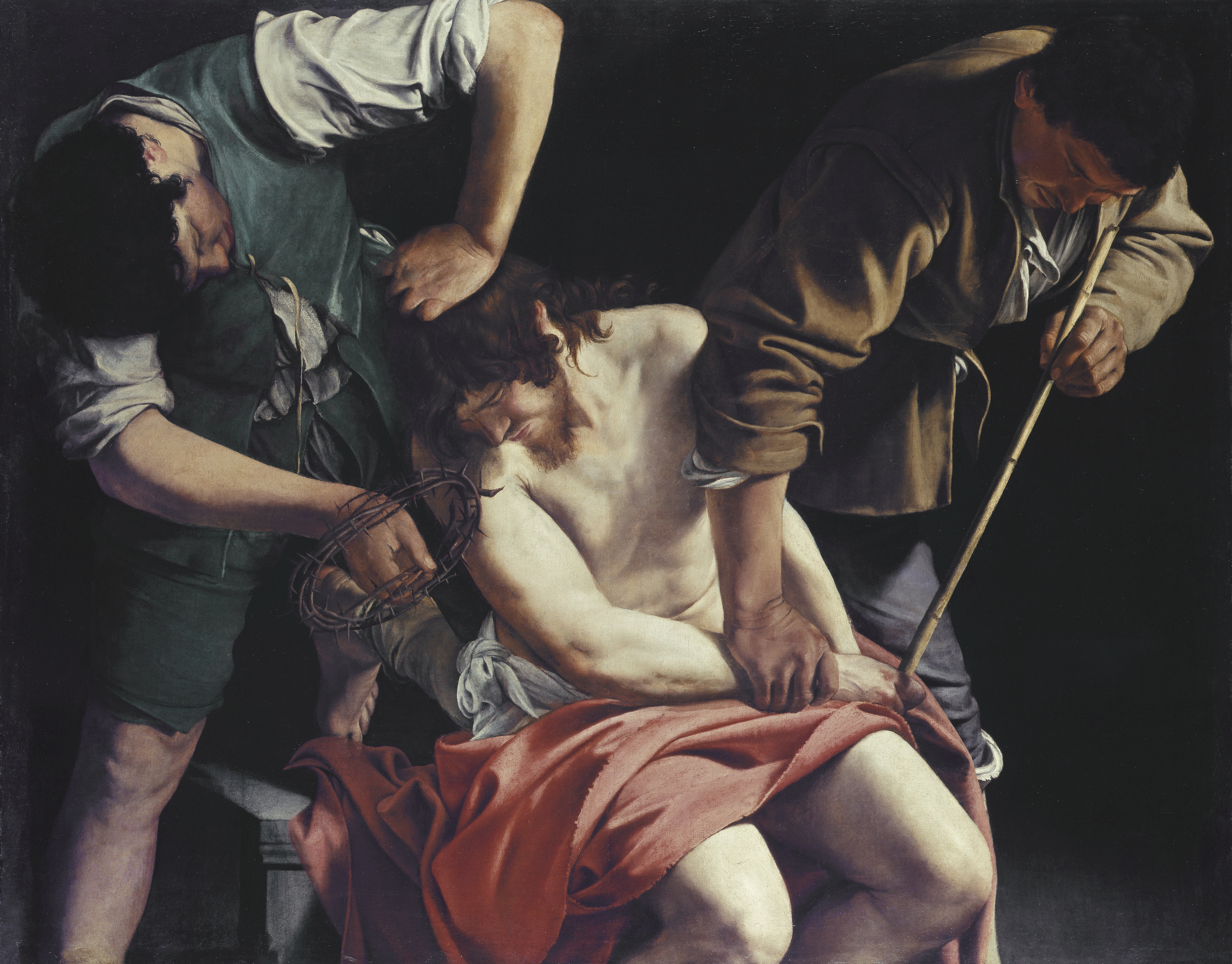
Dornenkrönung (1610–15), 119,5 × 148,5 cm, Herzog Anton Ulrich-Museum, Braunschweig
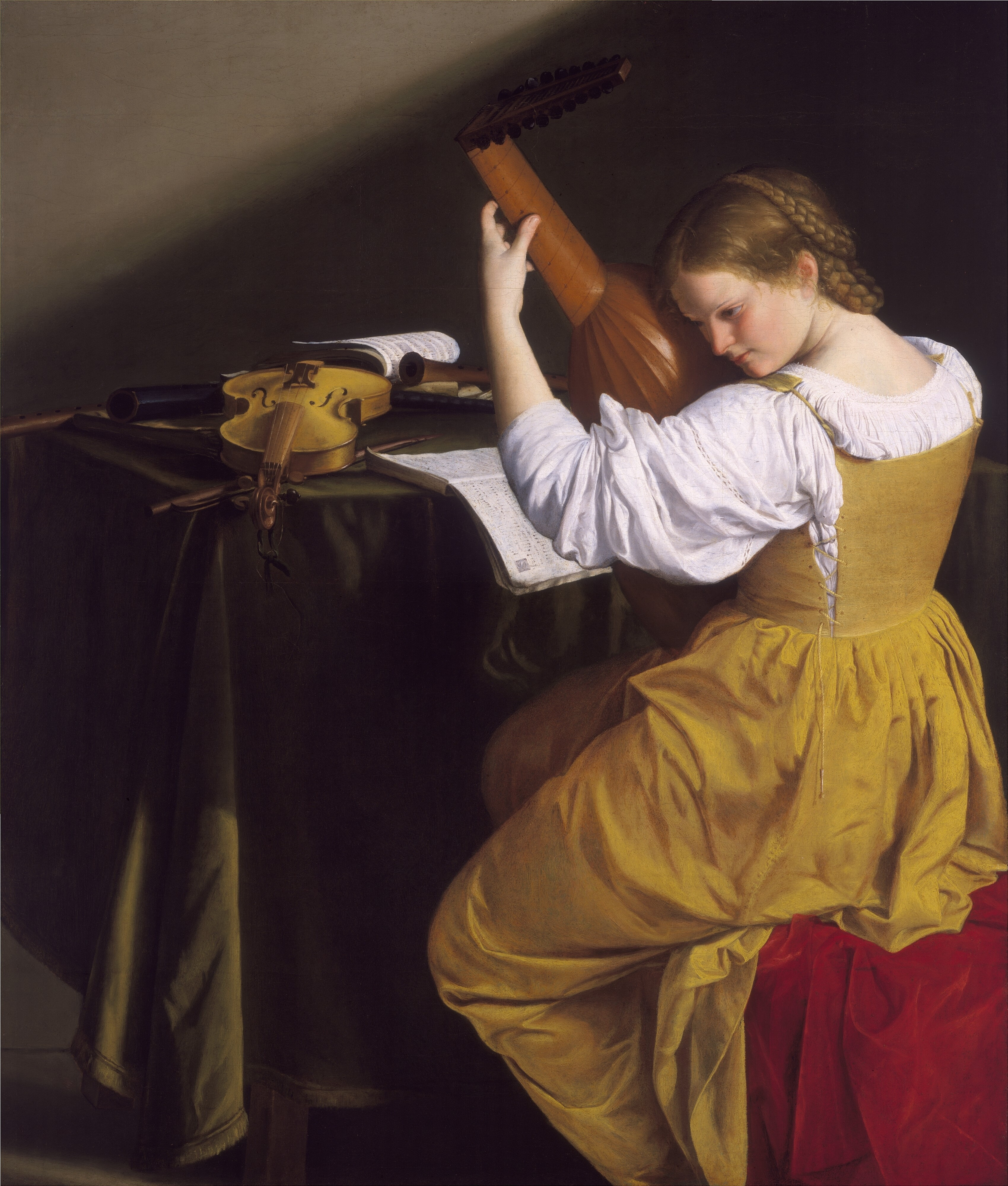
Lautenspielerin (1612–20 ?), 143,5 × 129,0 cm, National Gallery of Art, Washington
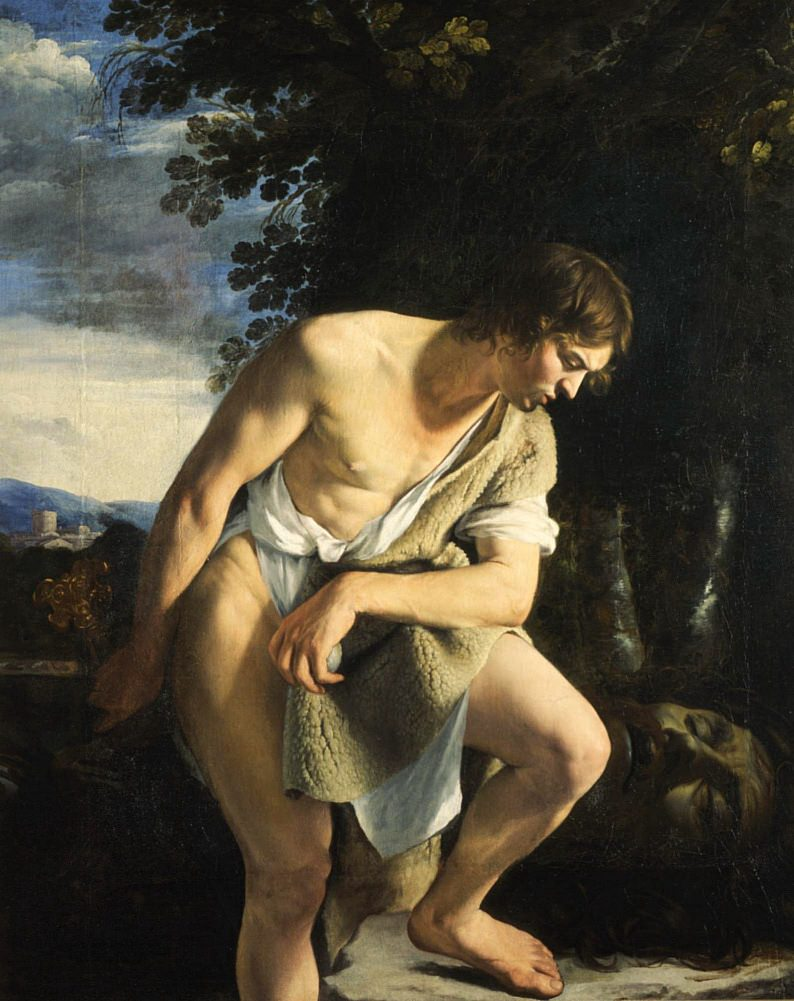
David mit dem Haupt des Goliath (1615–20), 173 × 142 cm, Öl auf Leinwand, Galleria Spada, Rom
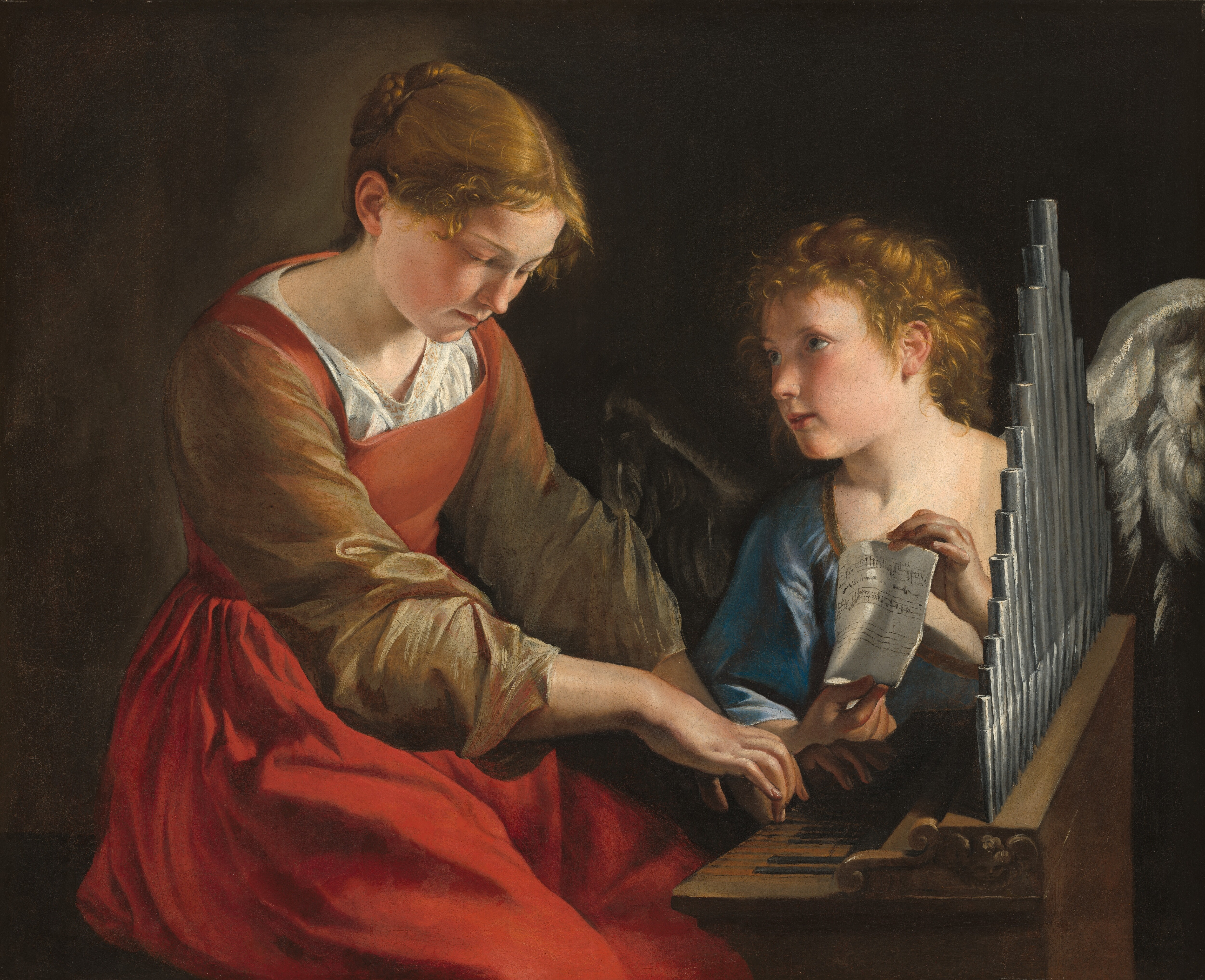
Orazio Gentileschi und Giovanni Lanfranco: Hl. Cäcilia mit dem Engel, um 1617/1618 und um 1621/1627, National Gallery of Art, Washington
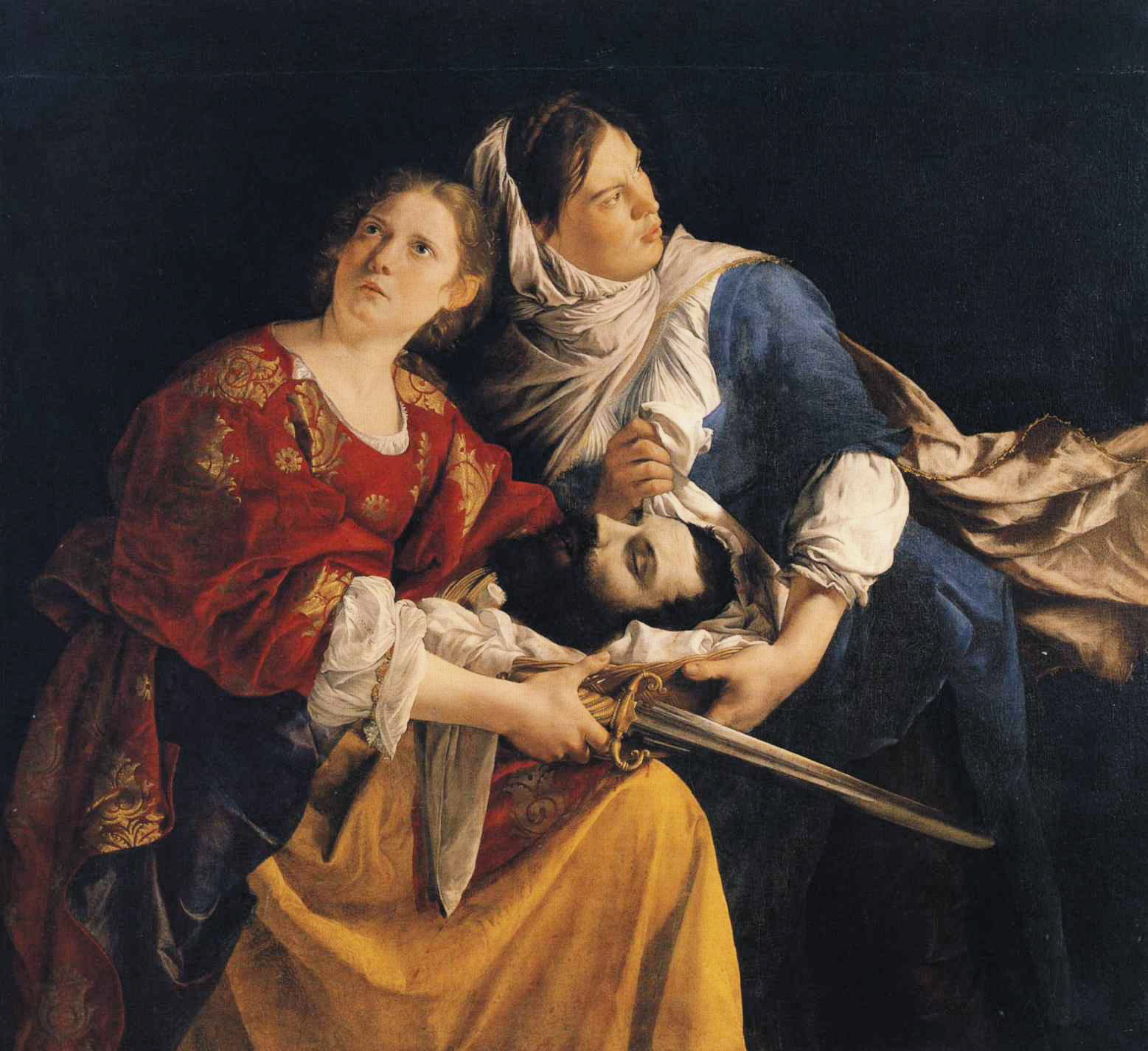
Judith und ihre Magd mit dem Haupt des Holofernes, um 1621, Wadsworth Atheneum, Hartford (Connecticut)
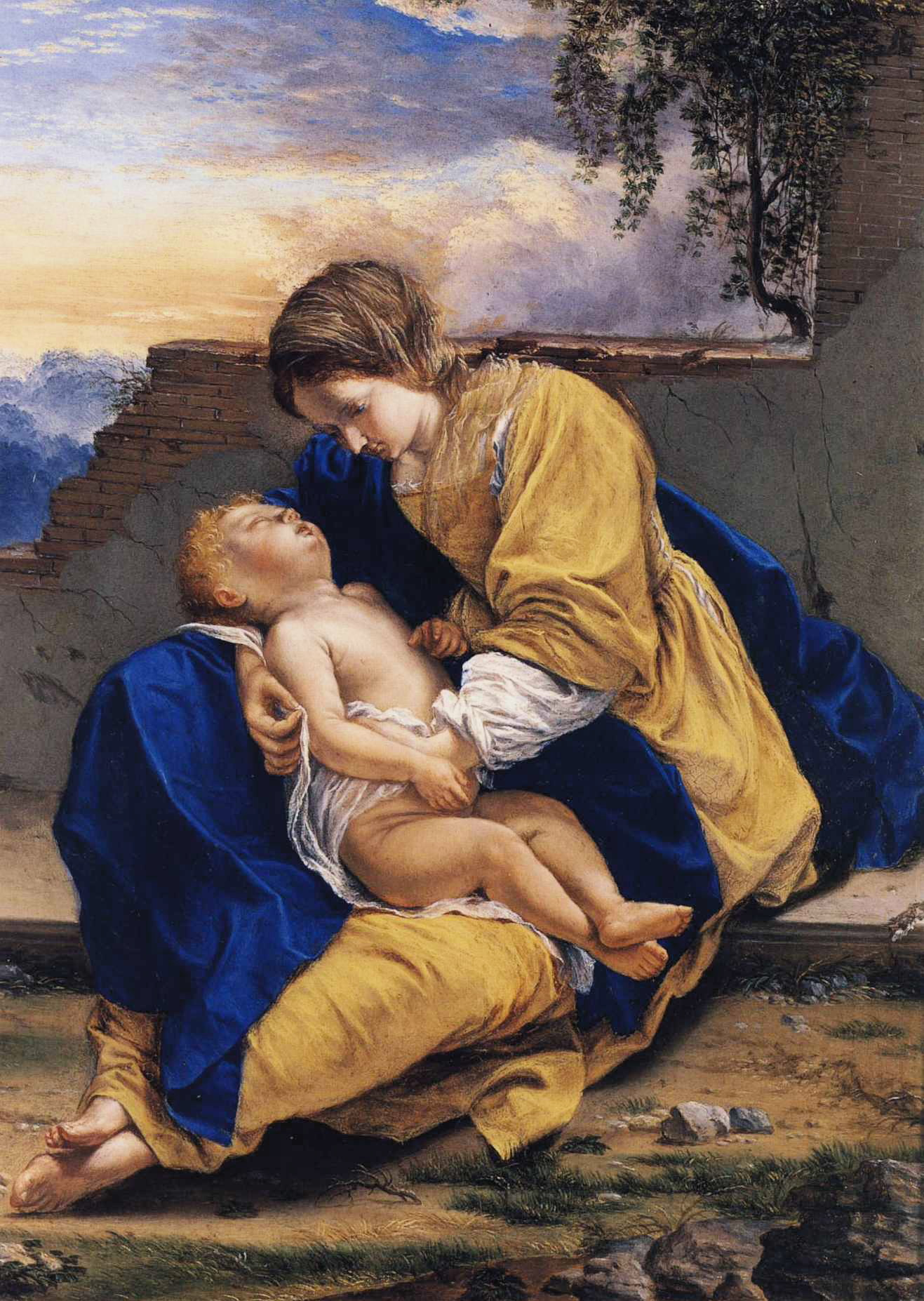
Madonna mit Kind (1621–22), 27,9 × 20,3 cm, Öl auf Kupfer, Burghley House
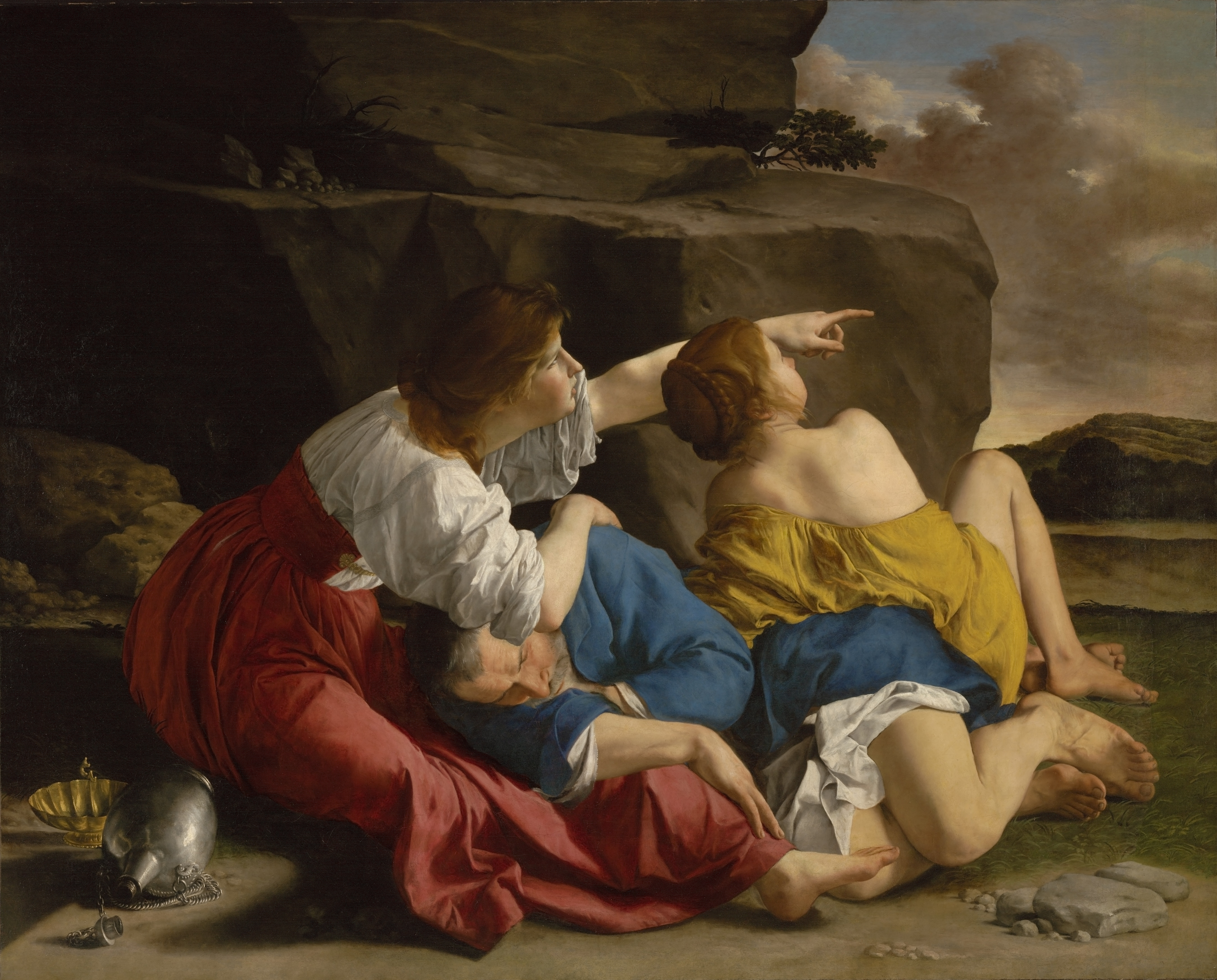
Lot und seine Töchter (um 1622), 151,8 × 189,2 cm, Getty Center, Los Angeles
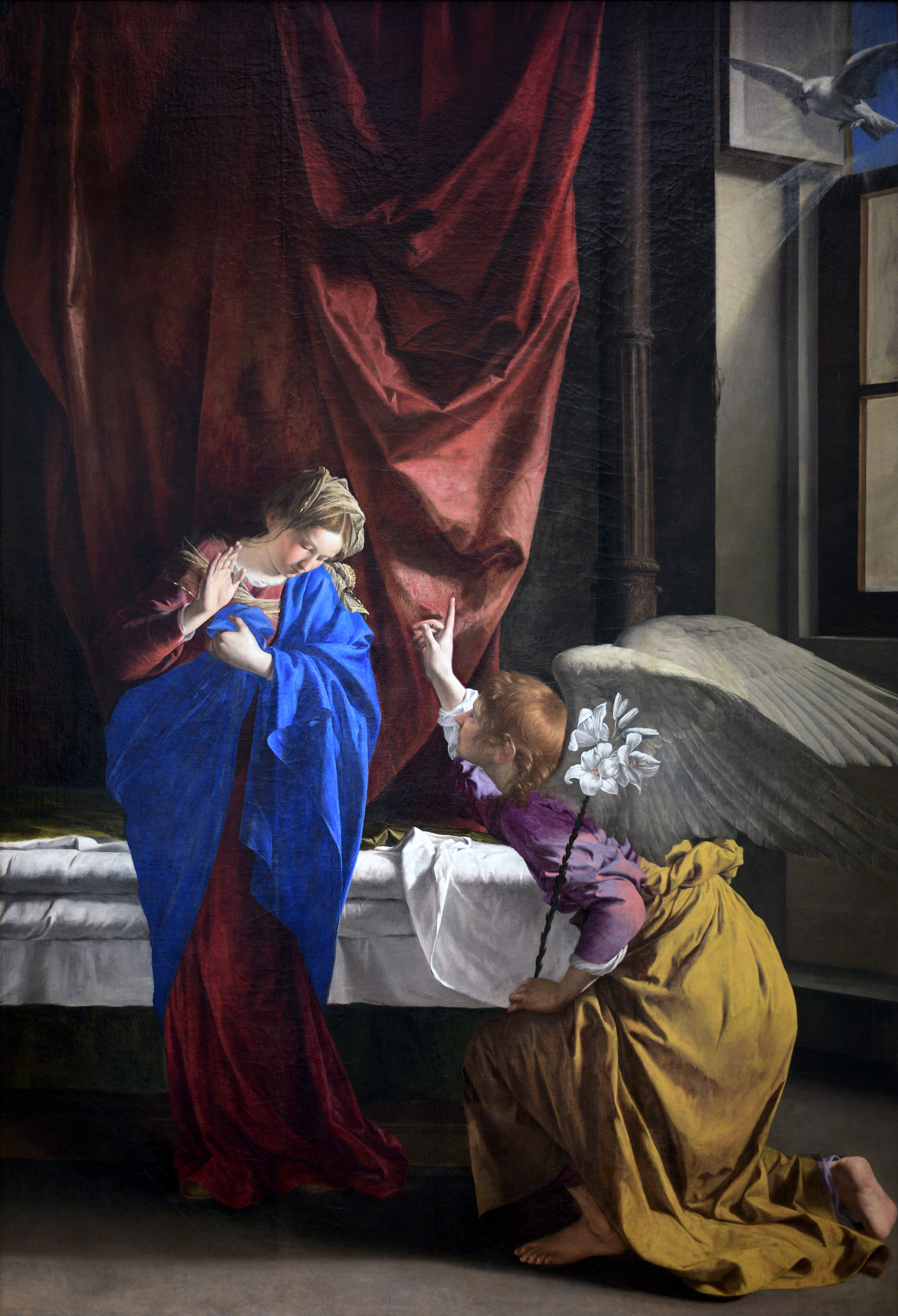
Verkündigung an Maria, um 1623, Galleria Sabauda, Turin

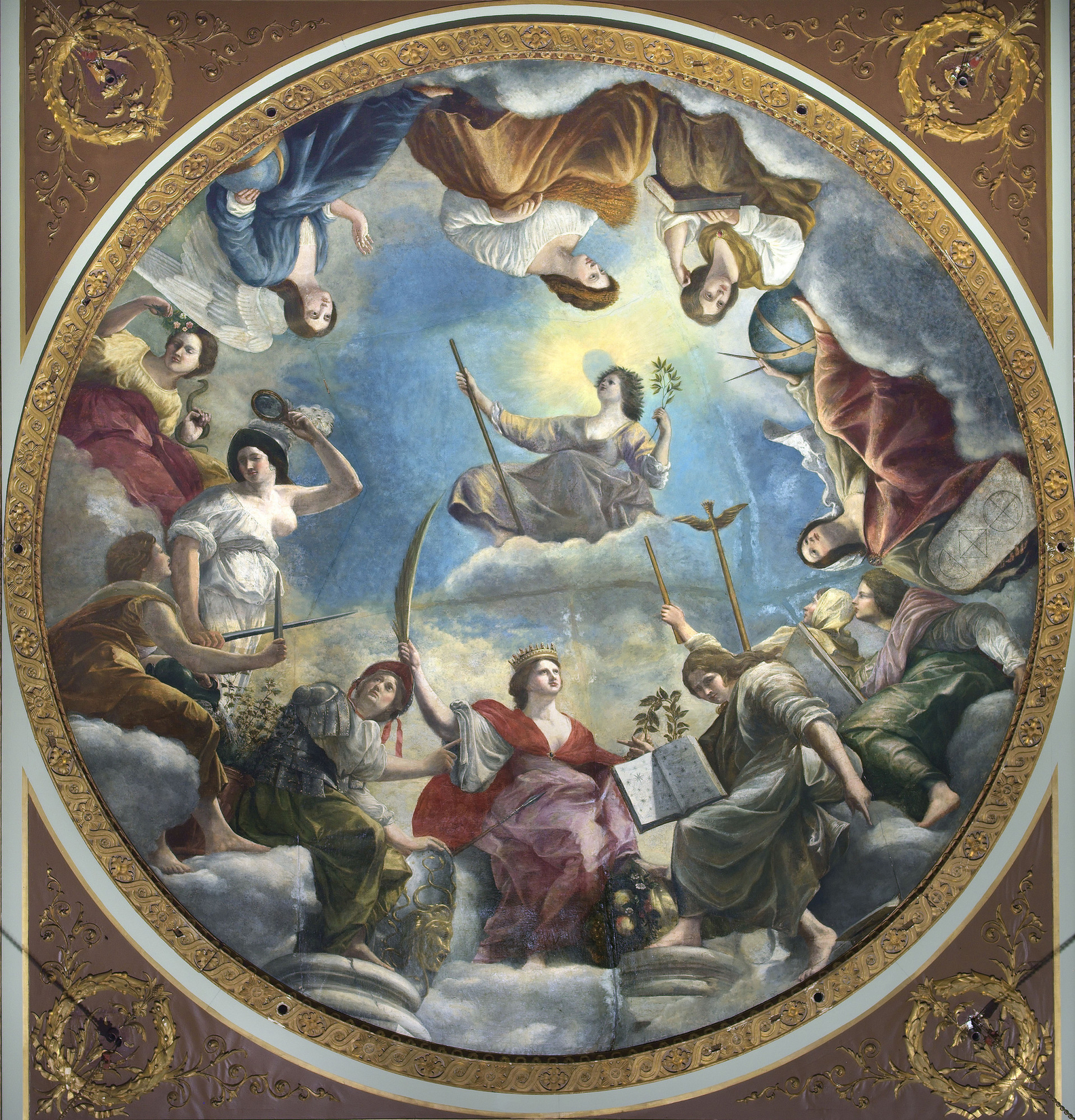
Allegorie des Friedens und der Künste (1639), Deckengemälde, Öl auf Leinwand, Royal Collection

## Werke (Auswahl)

### Fresken
(Von den frühen großen Gemeinschaftswerken werden Einzelbilder aufgeführt, die eindeutig von Gentileschis Hand sind.)
- Darstellung Christi im Tempel (1593), Santa Maria Maggiore, Rom (Gesamtdekoration zusammen mit anderen Künstlern)
- Fresken und Altarbilder in Öl (Triumph der hl. Ursula und Martyrium der hl. Petrus und Paulus) (1597–99), Abtei von Farfa
- Musizierende Engel (um 1599), Kuppelfresken in der Kirche Madonna dei Monti, Rom
- Hl. Taddäus (1599–1600), San Giovanni in Laterano, Rom (Gesamtdekoration zusammen mit anderen Künstlern, unter Leitung von Cavalier d’Arpino)
- Freskendekor der Tribuna (1599–1600), San Nicola in Carcere, Rom (verloren !)
- Fresken (ca. 1597–1611) in der zweiten Kapelle rechts in San Giovanni dei Fiorentini, Rom
- Freskendekorationen (um 1611), Quirinalspalast, Rom (zusammen mit Agostino Tassi) (verloren !)
- Konzert Apollos mit den Musen (1611–12), im Casino des Palazzo Pallavicini Rospigliosi, Rom (zusammen mit Agostino Tassi)
- Freskenzyklus Passion Christi und Altarbild in Öl: Die Kreuzigung (ca. 1613–18), Kathedrale San Venanzo, Fabriano
- Freskenzyklus Geschichten aus dem Alten Testament (1624), Villa des Marcantonio Doria, Sampierdarena bei Genua (verloren !)

### Ölgemälde
- Der hl. Franziskus in Ekstase mit dem Engel, um 1603, 126 × 98 cm, Prado, Madrid (andere Version in Privatsammlung)
- Gang zum Kalvarienberg (ca. 1600–1605), Kunsthistorisches Museum, Wien
- Madonna in Glorie mit der Hl. Trinität (ca. 1600–1605; urspr. für Santa Maria al Monte dei Cappuccini, Turin), Museo civico, Turin
- Circumcision Christi (1605–07), Chiesa del Gesù, Ancona
- Hl. Caecilia, Tiburtius und Valerianus mit dem Engel (1607; urspr. für Santa Cecilia, Como) Pinacoteca di Brera, Mailand
- Taufe Christi, 1607, 300 × 241 cm, Öl auf Leinwand, Santa Maria della Pace, Rom
- Judith und ihre Magd mit dem Haupt des Holofernes (um 1608), 136 × 160 cm, Öl auf Leinwand, Nationalmuseum, Oslo
- Madonna mit Kind (signiert und datiert 1609), Öl auf Leinwand, Nationalmuseum, Bukarest
- Hl. Hieronymus (um 1610), Museo civico, Turin
- Dornenkrönung (ca. 1610–15), 119,5 × 148,5 cm, Herzog Anton Ulrich-Museum, Braunschweig
- Mädchen mit Violine (um 1612), 83,1 × 97,7 cm, Öl auf Leinwand, Detroit Institute of Arts
- Lautenspielerin (ca. 1612–20), 143,5 × 129,0 cm, National Gallery of Art, Washington
- David mit dem Haupt des Goliath (ca. 1615–20), 173 × 142 cm, Öl auf Leinwand, Galleria Spada, Rom
- Büßende Magdalena (um 1615), Kirche Santa Maria Maddalena, Fabriano
- Vision der hl. Francesca Romana (ca. 1615–1619), Öl auf Leinwand, Galleria nazionale delle Marche, Urbino
- Hl. Cäcilia mit dem Engel, um 1617/1618, National Gallery of Art, Washington (von Giovanni Lanfranco um 1621/1627 fertiggestellt)
- Rosenkranzmadonna (ca. 1618–20), Kirche Santa Lucia, Fabriano
- Der hl. Carlo Borromeo meditiert über die Symbole der Passion (um 1620) Kirche San Benedetto, Fabriano
- Der hl. Franziskus empfängt die Stigmata (ca. 1616–20), San Silvestro in Capite, Rom
- Martha tadelt ihre Schwester Maria (um 1620 ?), 132,5 × 154,5 cm, Öl auf Leinwand, Alte Pinakothek, München
- Judith und ihre Magd mit dem Haupt des Holofernes (um 1621), Wadsworth Atheneum, Hartford (Connecticut)
- Madonna mit Kind (1621–22), 27,9 × 20,3 cm, Öl auf Kupfer, Burghley House
- Büßende Magdalena (1621–23), Öl auf Leinwand, Privatsammlung
- Lot und seine Töchter (um 1622), 151,8 × 189,2 cm, Getty Center, Los Angeles
- Danaë und der Goldregen (1621–23), 161,5 × 227,1 cm, Öl auf Leinwand, J. Paul Getty Museum, Los Angeles
- Verkündigung an Maria (um 1623), Galleria Sabauda, Turin (andere Version in San Siro, Genua)
- Opfer des Isaak (ca. 1621–24), Galleria nazionale di Palazzo Spinola, Genua
- Allegorie: Das öffentliche Glück triumphiert über die Gefahren (1624–26; urspr. im Palais du Luxembourg), Louvre, Paris
- Ruhe auf der Flucht nach Ägypten (1628 ?), 157 × 225 cm, Öl auf Leinwand, Louvre, Paris (leicht veränderte Version im Kunsthistorischen Museum, Wien)
- Lot und seine Töchter (1628), Öl auf Leinwand, Museo de Bellas Artes, Bilbao
- Diana als Jägerin (um 1628–30), Musée des Beaux-Arts, Nantes
- Auffindung des Moses (1633), 242 × 281 cm, Öl auf Leinwand, Prado, Madrid (zweite Version in Privatsammlung)
- Joseph und die Frau des Potiphar (1630er Jahre), Hampton Court Palace, London
- Allegorie des Friedens und der Künste (1639), Deckengemälde, Öl auf Leinwand, Royal Collection